# Ed, Edd i Eddy
Ed, Edd i Eddy (ang. Ed, Edd n Eddy, 1999–2009) – serial animowany, stworzony przez Danny’ego Antonucciego i wyprodukowany przez a.k.a. Cartoon, Funbag Animation Studios i Cartoon Network Studios. Był tworzony od roku 1999 aż do 2009. Kreskówka zyskała popularność zarówno w Kanadzie, jak i w wielu innych krajach, w tym też w Polsce.
W planach twórców była produkcja czterech sezonów, ale Cartoon Network (czyli stacja emitująca serial) wykupiło prawa do dwóch kolejnych; powstał sezon piąty, a w 2007 roku twórcy zapowiedzieli, że nie będzie szóstego sezonu, ponieważ mają w planach film pełnometrażowy kończący serie. Nowy film – Ed, Edd i Eddy: Wielkie kino miał premierę na polskim Cartoon Network 30 grudnia 2009 roku. Ed, Edd i Eddy jest jedną z najdłużej produkowanych oraz najbardziej popularnych kreskówek stacji Cartoon Network.
Serial po raz ostatni na polskim Cartoon Network wyemitowano 1 listopada 2016 o godzinie 0:05. Był to odcinek specjalny „Halloween”.

## Fabuła
Akcja toczy się wokół trójki chłopców. Są to:
- Ed – niezbyt inteligentny, często wpada na niemądre i niemożliwe do wykonania pomysły, dzięki czemu jest bardzo śmieszny, lubi oglądać telewizję, do jego zainteresowań należą sklejanie modeli i science-fiction. Ma on na czole jedną dużą płaską brew, przez co jego koledzy nazywają go „jednobrewym”.
- Edd (zwany najczęściej Chudym Eddem) – bardzo mądry, ale czasem jego przemądrzałość lub przesadne dbanie o czystość jest dla przyjaciół męczące. Nosi na głowie czarną czapkę, której nigdy nie zdejmuje. Istnieje wiele spekulacji na temat tego, co może się pod nią znajdować.
- Eddy – uważający się za „lidera” Edków, jest megalomanem, zawsze myśli o jakimś nowym sposobie na biznes, żeby zarobić na łamiszczęki.

Przyjaciele nazywani potocznie Edami, zamieszkują zaułek w niewielkiej dzielnicy Peach Creek. Jest to fikcyjna dzielnica „istniejąca” gdzieś we wschodnich Stanach Zjednoczonych. Istnieje jednak w prawdziwym świecie kilka miejsc nazwanych „Peach Creek”. Ich celem, a szczególnie Eddy’ego jest zdobycie pieniędzy, które próbują wyłudzić od pozostałych młodych mieszkańców zaułka. Zazwyczaj im się to nie udaje, a nawet jeśli przekręt się uda, to pieniądze zawsze zostaną stracone. Pieniądze Edy mają zamiar wydać na swoje ulubione słodycze, czyli łamiszczęki.
Kreskówka liczy tylko dwunastu bohaterów, a wszyscy z nich są nastolatkami i mają po około 12 lat poza Sarą i Jimmym, którzy przypuszczalnie mogą mieć około 9 lat oraz sióstr Ohydek, które mogą mieć po 15 lat. Nikt inny się nigdy nie pojawia, a w szczególności nikt dorosły z wyjątkiem kilku odcinków sezonu piątego, jednak wtedy widzimy albo tylko cienie lub tylko kawałki ciał. Za kolejny wyjątek można uznać brata Eddy’ego – postać starszą od pozostałych bohaterów, ale wciąż prawdopodobnie niepełnoletnią, tematy o nim są często poruszane. Pojawił się tylko w filmie Wielkie Kino, gdzie okazało się, że nie jest taki jak wychwalał go Eddy.

## Produkcja
„Ed, Edd i Eddy” to ostatnia powstała dotychczas kreskówka rysowana techniką staromodną, czyli odręczną. Danny Antonucci porównuje ją do lat trzydziestych XX wieku. Technika ta jednak nie przypadła do gustu wielu osobom, których marzenie o animacji komputerowej spełniło się wraz z rozpoczęciem produkcji piątego sezonu.
Większość tytułów odcinków coś parodiuje, np. odcinek „Misja Ed-możliwa” ma oryginalny tytuł „Mission Ed-possible”, co jest parodią od tytułu filmu „Mission Impossible”. Zazwyczaj przy takich parodiach jeden wyraz zostaje zastąpiony wyrazem „Ed” (np. „Stop, Look and Ed” – „Stop, Look and Listen”, „For Your Ed Only” – „For Your Eyes Only”).
Dużo tekstów również ma swoje parodie: np. W filmie gdy Edki idą przez pastwisko znajduje się odniesienie do Czarnoksiężnika z krainy Oz. Ed pyta Eddy’ego, czy jego brat potrafiłby przesłać mu fale mózgowe. Eddy odpowiada, że „do tego musiałbyś mieć mózg, Ed”, na co Ed mówi „No co ty, Eddy, miej serce!”. Idący z tyłu Chudy Edd mówi sam do siebie „Odwagi, odwagi, Edwardzie!”. Mózg, serce i odwaga to rzeczy poszukiwane przez (kolejno) Stracha na Wróble, Blaszanego Drwala i Tchórzliwego Lwa z powieści L. Franka Bauma.

## Bohaterowie
Postacie zostały wykreowane przez Antonucciego na podstawie jego życia. Dzieciaki z zaułka i Ohydki nawiązują do różnych osób spotkanych przez niego, a Edy do niego i jego dwóch synów. Rolf nawiązuje do niego i jego kuzynów w okresie dzieciństwa, emigracji.

## Obsada

### Twórcy
- Twórca: Danny Antonucci
- Reżyseria:
  - Danny Antonucci
  - John McIntyre
  - Russ Mooney
- Scenariusz:
  - Danny Antonucci
  - Jono Howard
  - Mike Kubat
  - John Mein
- Muzyka: Patric Caird
- Rozrysowanie kadrów:
  - Scott Undrewood
  - Big Jim Miller

### Wersja polska
Opracowanie i udźwiękowienie wersji polskiej: Studio Sonica

Reżyseria:
- Krzysztof Kołbasiuk (odc. 1-25, 27-36, 40-50),
- Magdalena Cwenówna (odc. 26),
- Miriam Aleksandrowicz (odc. 37-39, 53),
- Olga Sawicka (odc. 51-52),
- Jerzy Dominik (odc. 65)

Dialogi:
- Edyta Czepiel-Zadura (odc. 1, 3, 34, 39-41, 44-45, 47-49, 51),
- Dariusz Dunowski (odc. 2, 4-13, 18-19, 21-22, 35-38, 42-43, 46, 52-53, 65),
- Bogusława Oksza-Klossi (odc. 14-16),
- Krystyna Wachelko (odc. 17),
- Walentyna Trzcińska (odc. 20, 25),
- Barbara Robaczewska (odc. 23),
- Maria Utecht (odc. 24, 26)
- Agata Kubasiewicz (odc. 27-33),
- Krzysztof Pieszak (odc. 50)

Dźwięk i montaż:
- Monika Jabłkowska (odc. 1-5),
- Agnieszka Stankowska (odc. 6-9, 11-13, 20-26, 48-50),
- Jerzy Januszewski (odc. 10, 14-19, 27-30),
- Jacek Osławski (odc. 31-36, 46-47, 51-53),
- Zdzisław Zieliński (odc. 37-45)

Organizacja produkcji:
- Elżbieta Kręciejewska (odc. 1-52),
- Katarzyna Grochowska (odc. 53-65)

Lektorzy:
- Jarosław Boberek
- Krzysztof Kołbasiuk

### Dubbing
| Postać | Dubbing polski        | Dubbing polski        | Dubbing polski        | Dubbing polski        | Dubbing polski        | Dubbing oryginalny  | Dubbing oryginalny | Dubbing oryginalny | Dubbing oryginalny | Dubbing oryginalny |
| Postać | Sezon I               | Sezon II              | Sezon III             | Sezon IV              | Sezon V               | Sezon I             | Sezon II           | Sezon III          | Sezon IV           | Sezon V            |
| ------ | --------------------- | --------------------- | --------------------- | --------------------- | --------------------- | ------------------- | ------------------ | ------------------ | ------------------ | ------------------ |
| Ed     | Jarosław Boberek      | Jarosław Boberek      | Jarosław Boberek      | Jarosław Boberek      | Jarosław Boberek      | Matt Hill           | Matt Hill          | Matt Hill          | Matt Hill          | Matt Hill          |
| Edd    | Jarosław Domin        | Jarosław Domin        | Jarosław Domin        | Jarosław Domin        | Jarosław Domin        | Samuel Vincent      | Samuel Vincent     | Samuel Vincent     | Samuel Vincent     | Samuel Vincent     |
| Eddy   | Janusz Wituch         | Janusz Wituch         | Janusz Wituch         | Janusz Wituch         | Janusz Wituch         | Tony Sampson        | Tony Sampson       | Tony Sampson       | Tony Sampson       | Tony Sampson       |
| Rolf   | Tomasz Bednarek       | Tomasz Bednarek       | Tomasz Bednarek       | Tomasz Bednarek       | Tomasz Bednarek       | Peter Kelamis       | Peter Kelamis      | Peter Kelamis      | Peter Kelamis      | Peter Kelamis      |
| Kevin  | Dariusz Kurzelewski   | Witold Wysota         | Witold Wysota         | Witold Wysota         | Witold Wysota         | Kathleen Barr       | Kathleen Barr      | Kathleen Barr      | Kathleen Barr      | Kathleen Barr      |
| Jonny  | Grzegorz Hardej       | Grzegorz Hardej       | Grzegorz Hardej       | Grzegorz Hardej       | Grzegorz Hardej       | David Paul Grove    | David Paul Grove   | David Paul Grove   | David Paul Grove   | David Paul Grove   |
| Jimmy  | Jonasz Tołopiło       | Jonasz Tołopiło       | Jonasz Tołopiło       | Jan Radzikowski       | Anna Sztejner         | Keenan Christenson  | Keenan Christenson | Keenan Christenson | Keenan Christenson | Keenan Christenson |
| Sarah  | Elżbieta Jędrzejewska | Elżbieta Jędrzejewska | Elżbieta Jędrzejewska | Elżbieta Jędrzejewska | Elżbieta Jędrzejewska | Janyse Jaud         | Janyse Jaud        | Janyse Jaud        | Janyse Jaud        | Janyse Jaud        |
| Nazz   | Karina Szafrańska     | Karina Szafrańska     | Karina Szafrańska     | Karina Szafrańska     | Karina Szafrańska     | Tabitha St. Germain | Erin Fitzgerald    | Jenn Forgie        | Erin Fitzgerald    | Erin Fitzgerald    |
| Majka  | Anna Apostolakis      | Anna Apostolakis      | Anna Apostolakis      | Anna Apostolakis      | Anna Apostolakis      | Erin Fitzgerald     | Erin Fitzgerald    | Jenn Forgie        | Erin Fitzgerald    | Erin Fitzgerald    |
| Mańka  | Mirosława Niemczyk    | Mirosława Niemczyk    | Mirosława Niemczyk    | Mirosława Niemczyk    | Mirosława Niemczyk    | Kathleen Barr       | Kathleen Barr      | Kathleen Barr      | Kathleen Barr      | Kathleen Barr      |
| Lilka  | Anna Ułas             | Anna Ułas             | Anna Ułas             | Anna Ułas             | Anna Ułas             | Janyse Jaud         | Janyse Jaud        | Janyse Jaud        | Janyse Jaud        | Janyse Jaud        |

## Odcinki
- Serial był emitowany w Polsce w Cartoon Network oraz na Polsacie.
- Premiera w Polsce:
  - seria I (odcinki 1-13) – 6 września 1999 r.
  - seria II (odcinki 14-26) – 2 października 2000 r.
  - seria III (odcinki 27-39) – 4 lutego 2002 r. (niektóre odcinki pojawiły się wcześniej, m.in. „Spełnione życzenie”, „Szlaban”)
  - seria IV (odcinki 40-52) – 2 lutego 2004 r.
  - odcinek bożonarodzeniowy – 19 grudnia 2005 r.
  - odcinek walentynkowy – 13 lutego 2006 r.
  - seria V (odcinki 53-62) – 7 kwietnia 2007 r. (podczas Edowej sześćdziesiątki)
  - seria V (odcinek 63) – 27 i 28 marca 2008 r.
  - odcinek halloweenowy – 1 listopada 2008 r.
  - odcinek specjalny Kosmici – 9 kwietnia 2009 r. (podczas Inwazji)
  - seria V (odcinek 65) – 2009 r.
  - film „Ed, Edd i Eddy: Wielkie kino” – 30 grudnia 2009 r.
  - seria V (odcinek 55) – 23 kwietnia 2011 r.
  - seria V (odcinek 64) – nieemitowany
- Serial ten był również emitowany w weekendowym, godzinnym bloku – Edowa Sześćdziesiątka (Eds 60).

### Spis odcinków
| Nr                  | Polski tytuł                      | Angielski tytuł                  | Nawiązanie                        |  |
| ------------------- | --------------------------------- | -------------------------------- | --------------------------------- |  |
|                     |                                   |                                  |                                   |  |
| SERIA PIERWSZA      |                                   |                                  |                                   |  |
|                     |                                   |                                  |                                   |  |
| 01                  | Edotykalni                        | The Ed-Touchtables               | The Untouchables                  |  |
| 01                  | Ohydne rendez-vous                | Nagged to Ed                     | Nagged to Death                   |  |
| 01                  |                                   |                                  |                                   |  |
| 02                  | Ed idzie na imprezkę              | Pop Goes To Ed                   | Pop Goes the Weasel               |  |
| 02                  | Nad głową Eddy’ego                | Over Your Ed                     | Over Your Head                    |  |
| 02                  |                                   |                                  |                                   |  |
| 03                  | Dryblas Eddy                      | A Pinch To Grow An Ed            | A Pinch To Grow An Inch           |  |
| 03                  | Rycerz Ed                         | Sir Ed-A-Lot                     | sir Lancelot                      |  |
| 03                  |                                   |                                  |                                   |  |
| 04                  | Odloty w krainie fantazji         | Dawn of the Eds                  | Dawn of the Dead                  |  |
| 04                  | Klub Eda                          | Virt-Ed-go                       | Vertigo                           |  |
| 04                  |                                   |                                  |                                   |  |
| 05                  | Jak zarobić i się nie narobić     | Read All About Ed                | Read All About It                 |  |
| 05                  | Ed błyskawica                     | Quick Shot Ed                    | Quick Shot Camera                 |  |
| 05                  |                                   |                                  |                                   |  |
| 06                  | Czterolistna koniczyna            | An Ed Too Many                   | An (...) Too Many                 |  |
| 06                  | Zabawa w chowanego                | Ed-n-seek                        | Hide and seek                     |  |
| 06                  |                                   |                                  |                                   |  |
| 07                  | Patrz w moje Edy                  | Look into my Eds                 | Look into my Eyes                 |  |
| 07                  | Wybierz swojego Eda               | Tag yer Ed                       | Tag, You’re it!                   |  |
| 07                  |                                   |                                  |                                   |  |
| 08                  | Zrobić Eda w konia                | Fool on the Ed                   | Fool on the Hill                  |  |
| 08                  | Kevin i jego Ed                   | A Boy and his Ed                 | A Boy and his Dog                 |  |
| 08                  |                                   |                                  |                                   |  |
| 09                  | Ed na czasie                      | It’s Way Ed                      | It’s Way Cool                     |  |
| 09                  | Szaleństwo Eddy’ego               | Laugh Ed Laugh                   | Laugh Clown Laugh                 |  |
| 09                  |                                   |                                  |                                   |  |
| 10                  | Szklanka ciepłego Eda             | A Glass Of Warm Ed               | A Glass Of Warm Milk              |  |
| 10                  | Ed balon                          | Flea Bitten Ed                   | Flea Bitten Dog                   |  |
| 10                  |                                   |                                  |                                   |  |
| 11                  | (Kto, co, gdzie, Ed)              | Who, What, Where, Ed             | Who, What, Where, When            |  |
| 11                  | Dotrzymując Edom kroku            | Keeping Up With The Eds          | Keeping Up With The Joneses       |  |
| 11                  |                                   |                                  |                                   |  |
| 12                  | Tajemnicze maziaki                | Eds-Aggerate                     | Exaggerate                        |  |
| 12                  | Odznaki                           | Oath To An Ed                    | Oath To (...)                     |  |
| 12                  |                                   |                                  |                                   |  |
| 13                  | Eddy niemowa                      | Button Yer Ed                    | Button Yer Yap                    |  |
| 13                  | Niezwykły rejs                    | Avast Ye Eds                     | Avast Ye Hearties                 |  |
| 13                  |                                   |                                  |                                   |  |
| SERIA DRUGA         |                                   |                                  |                                   |  |
|                     |                                   |                                  |                                   |  |
| 14                  | Wszystkowiedzący Ed               | Know-It-All Ed                   | Know It All Man                   |  |
| 14                  | Drogi Ed                          | Dear Ed                          | Dear John                         |  |
| 14                  |                                   |                                  |                                   |  |
| 15                  | Puk, puk, kto tam, Ed             | Knock Knock… Who’s Ed            | Knock Knock! Who’s There?         |  |
| 15                  | Jeden + jeden = Ed                | One + One = Ed                   | One + One = Two                   |  |
| 15                  |                                   |                                  |                                   |  |
| 16                  | Ence pence, w której ręce, Ed     | Eeny, Meeny, Miney, Ed           | Eeny, Meeny, Miney, Moe           |  |
| 16                  | Do biegu gotowy, Ed               | Ready, Set… Ed!                  | Ready, Set… Go!                   |  |
| 16                  |                                   |                                  |                                   |  |
| 17                  | Następny Ed                       | Hands Across Ed                  | Hands Across America              |  |
| 17                  | Kieł Eda                          | Floss Your Ed                    | Floss Your Teeth                  |  |
| 17                  |                                   |                                  |                                   |  |
| 18                  | Ed na tropie                      | In Like Ed                       | In Like Flint                     |  |
| 18                  | Co to za Ed, ten ktoś?            | Who Let The Ed In?               | Who Let The Dog In?               |  |
| 18                  |                                   |                                  |                                   |  |
| 19                  | Duchy                             | Rambling Ed                      | Rambling Man                      |  |
| 19                  | Ohydki na wakacjach               | Homecooked Ed                    | Home cooked Meals                 |  |
| 19                  |                                   |                                  |                                   |  |
| 20                  | Randka Eddy’ego                   | To Sir With Ed                   | To Sir With Love                  |  |
| 20                  | Klucz do mieszkania Eda           | Key To My Ed                     | Key To My Future                  |  |
| 20                  |                                   |                                  |                                   |  |
| 21                  | Miejski Ed                        | Urban Ed                         | Urban Living                      |  |
| 21                  | Ed bez zasad                      | Stop, Look, And Ed               | Stop, Look, And Listen            |  |
| 21                  |                                   |                                  |                                   |  |
| 22                  | Szanuj Swojego Eda                | Honor Thy Ed                     | Honor Thy Wife                    |  |
| 22                  | Morskie ranczo                    | Scrambled Ed                     | Scrambled Eggs                    |  |
| 22                  |                                   |                                  |                                   |  |
| 23                  | Ed do wynajęcia                   | Rent-A-Ed                        | Rent-a-(...)                      |  |
| 23                  | Jak pozbyć się pryszcza           | Shoo Ed                          | Shoo Fly                          |  |
| 23                  |                                   |                                  |                                   |  |
| 24                  | Ed stwórca                        | Ed In A Halfshell                | Nut In A Halfshell                |  |
| 24                  | Fant czy zadanie?                 | Mirror, Mirror, On The Ed        | Mirror, Mirror, On The Wall       |  |
| 24                  |                                   |                                  |                                   |  |
| 25                  | Pieczony Ed                       | Hot Buttered Ed                  | Hot Buttered Toast                |  |
| 25                  | Elegancki Ed                      | High Heeled Eds                  | High Heeled Shoes                 |  |
| 25                  |                                   |                                  |                                   |  |
| 26                  | Cudowny Elf                       | Fa, La, La, La, Ed               | Fa, La, La, La, La                |  |
| 26                  | Dziecinna Rywalizacja             | Cry Ed                           | Cry Baby                          |  |
| 26                  |                                   |                                  |                                   |  |
| SERIA TRZECIA       |                                   |                                  |                                   |  |
|                     |                                   |                                  |                                   |  |
| 27                  | Spełnione życzenie                | Wish You Were Ed                 | Wish You Were Here                |  |
| 27                  | Edd maminsynek                    | Momma’s Little Ed                | Momma’s Little Boy/Girl           |  |
| 27                  |                                   |                                  |                                   |  |
| 28                  | Dawno temu w ścianie              | Once Upon An Ed                  | Once Upon A Time                  |  |
| 28                  | Tylko dla Ciebie Ed               | For Your Ed Only                 | For Your Eyes Only                |  |
| 28                  |                                   |                                  |                                   |  |
| 29                  | Klątwa                            | It Came from Outer Ed            | It Came from Outer Space          |  |
| 29                  | Szlaban                           | 3 Squares And An Ed              | 3 Square Meals and a Bed          |  |
| 29                  |                                   |                                  |                                   |  |
| 30                  | Pojedynek i Edy                   | Dueling Eds                      | Dueling Banjos                    |  |
| 30                  | Ciemny Ed                         | Dim-Lit Ed                       | Dim-Lit Bulb                      |  |
| 30                  |                                   |                                  |                                   |  |
| 31                  | Ed idzie do pracy                 | Will Work For Ed                 | Will Work For Food                |  |
| 31                  | Balonowa przygoda                 | Ed, Ed, And Away                 | Up, Up And Away                   |  |
| 31                  |                                   |                                  |                                   |  |
| 32                  | Leśne harce                       | An Ed In The Bush                | A Snake In The Bush               |  |
| 32                  | Gdzie są Edy?                     | See No Ed                        | See No Evil                       |  |
| 32                  |                                   |                                  |                                   |  |
| 33                  | Pryszcz                           | X Marks The Ed                   | X Marks The Spot                  |  |
| 33                  | Zemsta                            | From Here To Ed                  | From Here To There                |  |
| 33                  |                                   |                                  |                                   |  |
| 34                  | Orzeł, czy Ed?                    | Ed Or Tails                      | Head Or Tails                     |  |
| 34                  | Zakochani jak Edy                 | Boys Will Be Eds                 | Boys Will Be Boys                 |  |
| 34                  |                                   |                                  |                                   |  |
| 35                  | Czy jest jakiś Ed w domu?         | Is There An Ed In The House?     | Is There a Doctor In The House?   |  |
| 35                  | Narodziny gwiazdy                 | An Ed Is Born                    | A Star Is Born                    |  |
| 35                  |                                   |                                  |                                   |  |
| 36                  | Nowe szaleństwo                   | Gimme Gimme Never Ed             | Gimme Gimme Never Gets            |  |
| 36                  | Ed dobrze wychowany               | My Fair Ed                       | My Fair Lady                      |  |
| 36                  |                                   |                                  |                                   |  |
| 37                  | Koszmar Eda                       | Rock-A-Bye Ed                    | Rock-A-Bye Baby                   |  |
| 37                  | Skarb                             | O-Ed-Eleven                      | Ocean’s Eleven                    |  |
| 37                  |                                   |                                  |                                   |  |
| 38                  | Szczęście Edów                    | The Luck Of The Ed               | The Luck Of The Irish             |  |
| 38                  | Podaj dalej                       | Ed, Pass It On…                  | (...), Pass It On…                |  |
| 38                  |                                   |                                  |                                   |  |
| 39                  | Edy spłacają długi                | Brother, Can You Spare An Ed?    | Brother, Can You Spare a Dime?    |  |
| 39                  | Dzień, w którym Ed stał spokojnie | The Day The Ed Stood Still       | The Day The Earth Stood Still     |  |
| 39                  |                                   |                                  |                                   |  |
| SERIA CZWARTA       |                                   |                                  |                                   |  |
|                     |                                   |                                  |                                   |  |
| 40                  | Gnilna słodycz zemsty             | If It Smells Like An Ed…         | If It Smells Like a Rat           |  |
|                     |                                   |                                  |                                   |  |
| 41                  | Łamiszczęki za frajer             | Don’t Rain On My Ed              | Don’t Rain on My Parade           |  |
| 41                  | Do wielu razy sztuka              | Once Bitten, Twice Ed            | Once Bitten, Twice Shy            |  |
| 41                  |                                   |                                  |                                   |  |
| 42                  | O jeden pomysł za grubo           | One Size Fits Ed                 | One Size Fits All                 |  |
| 42                  | Sztuka rodzi się w bólach         | Pain In The Ed                   | Pain In The Butt/Neck             |  |
| 42                  |                                   |                                  |                                   |  |
| 43                  | Edowi z odsieczą                  | Ed Overboard                     | Man Overboard                     |  |
| 43                  | Szczęśliwa moneta                 | One Of Those Eds                 | One Of Those Days                 |  |
| 43                  |                                   |                                  |                                   |  |
| 44                  | Wołają Go Pan Edzio               | They Call Him Mr. Ed             | They Call Him Mr. Tibbs           |  |
| 44                  | Dla Eda przez Eda                 | For The Ed, By The Ed            | For the People, by the People     |  |
| 44                  |                                   |                                  |                                   |  |
| 45                  | Smutny Blues małego Eda           | Little Ed Blue                   | Little Boy Blue                   |  |
| 45                  | Odmiana Edów                      | A Twist Of Ed                    | A Twist Of Fate                   |  |
| 45                  |                                   |                                  |                                   |  |
| 46                  | Kozioł ofiarny                    | Your Ed Here                     | Your Name/Signature Here          |  |
| 46                  | Stare dobre Edy                   | The Good Ol’ Ed                  | The Good Ol’ Days                 |  |
| 46                  |                                   |                                  |                                   |  |
| 47                  | Tępy jak Ed                       | Thick As An Ed                   | Thick As a Brick                  |  |
| 47                  | Przypadkowy Ed                    | Sorry, Wrong Ed                  | Sorry, Wrong Number               |  |
| 47                  |                                   |                                  |                                   |  |
| 48                  | Blokada umysłowa                  | Stuck In Ed                      | Stuck In Mud                      |  |
| 48                  | Przypadek Eda                     | A Case Of Ed                     | A Case Of (...)                   |  |
| 48                  |                                   |                                  |                                   |  |
| 49                  | Ed w sosie własnym                | Robbin’ Ed                       | Robbin Hood                       |  |
| 49                  | Edy z wyższych sfer               | Stiff Upper Ed                   | Stiff Upper Lip                   |  |
| 49                  |                                   |                                  |                                   |  |
| 50                  | Ed przewodnik                     | Postcards From The Ed            | Postcards from the Edge           |  |
| 50                  | Złoto na błoto                    | Here’s Mud In Your Ed            | Here’s Mud In Your Eye            |  |
| 50                  |                                   |                                  |                                   |  |
| 51                  | Ratuj się kto Ed                  | Run For Your Ed                  | Run For Your Life                 |  |
| 51                  | Oddaj mi Eda                      | Hand-Me-Down Ed                  | Hand Me Down Heirloom             |  |
| 51                  |                                   |                                  |                                   |  |
| 52                  | Wycieczka w przyszłość            | Take This Ed And Shove It        | Take This Job & Shove It          |  |
|                     |                                   |                                  |                                   |  |
| ODCINKI SPECJALNE   |                                   |                                  |                                   |  |
|                     |                                   |                                  |                                   |  |
| S1                  | Dzwoń, dzwoń, dzwoń dzwoneczku    | Jingle Jingle Jangle             | Jingle, Jangle, Jingle (piosenka) |  |
|                     |                                   |                                  |                                   |  |
| S2                  | Czuły ambaras                     | Hanky Panky Hullabaloo           | brak                              |  |
|                     |                                   |                                  |                                   |  |
| S3                  | Halloween                         | Boo Haw Haw                      | Brew-Haw-Haw                      |  |
|                     |                                   |                                  |                                   |  |
| SERIA PIĄTA         |                                   |                                  |                                   |  |
|                     |                                   |                                  |                                   |  |
| 53                  | Misja Ed-możliwa                  | Mission Ed-Possible              | Mission: Impossible               |  |
| 53                  | Eda podróż w czasie               | Every Which Way But Ed           | Every Which Way but Loose         |  |
| 53                  |                                   |                                  |                                   |  |
| 54                  | Awaria                            | Boom, Boom, Out Goes the Ed      | Boom, Boom, Out Goes the Light    |  |
| 54                  | Mania czystości                   | Cleanliness Is Next to Edness    | Cleanliness Is Next to Godliness  |  |
| 54                  |                                   |                                  |                                   |  |
| 55                  | Stary precz, niech żyje nowy Ed   | Out With The Old, In With The Ed | Out With The Old, In With The New |  |
|                     |                                   |                                  |                                   |  |
| 56                  | Skąd się biorą dzieci?            | I Am Curious Ed                  | I Am Curious Yellow               |  |
| 56                  | Przygoda korespondencyjna         | No Speak Da Ed                   | No Speak Da Ingles                |  |
| 56                  |                                   |                                  |                                   |  |
| 57                  | Mądry Ed po konkursie             | Too Smart For His Own Ed         | Too Smart For His Own Head        |  |
| 57                  | Wielka ucieczka                   | Cool Hand Ed                     | Cool Hand Luke                    |  |
| 57                  |                                   |                                  |                                   |  |
| 58                  | Pół żartem, pół serio             | Pick An Ed                       | Pick a Card                       |  |
| 58                  | Karnawał zwierząt                 | Who’s Minding the Ed?            | Who’s Minding the Store?          |  |
| 58                  |                                   |                                  |                                   |  |
| 59                  | Kłuju Kłuju                       | This Won’t Hurt An Ed            | This Won’t Hurt a Bit             |  |
| 59                  | Prawda za cenę Eda                | Truth Or Ed                      | Truth Or Dare                     |  |
| 59                  |                                   |                                  |                                   |  |
| 60                  | Bajki, bajeczki                   | Tinker Ed                        | Tinker Bell                       |  |
| 60                  | Dobrzy, źli i Ed                  | The Good, the Bad, and the Ed    | The Good, the Bad, and the Ugly   |  |
| 60                  |                                   |                                  |                                   |  |
| 61                  | Maskotka                          | Tight End Ed                     | Tight End Team                    |  |
| 61                  | Przyjęcie urodzinowe              | Tween a Rock & an Ed Place       | Tween a Rock and a Hard Place     |  |
| 61                  |                                   |                                  |                                   |  |
| 62                  | Zakład                            | All Eds Are Off                  | All Bets Are Off                  |  |
| 62                  | Zdjęcie                           | Smile For the Ed                 | Smile For the Camera              |  |
| 62                  |                                   |                                  |                                   |  |
| 63                  | Biegnij Ed, biegnij               | Run Ed, Run                      | Run Forrest,Run                   |  |
| 63                  | Miasto Ed                         | A Town Called Ed                 | A Town Called Malice              |  |
| 63                  |                                   |                                  |                                   |  |
| 64                  |                                   | A Fistful of Ed                  | A Fistful of Dollars              |  |
|                     |                                   |                                  |                                   |  |
| 65                  | Impreza w szkole                  | May I Have This Ed?              | May I Have This Dance?            |  |
| 65                  | Zimowe szaleństwo                 | Look Before You Ed               | Look Before You Cross/Leap        |  |
| 65                  |                                   |                                  |                                   |  |
| ODCINEK SPECJALNY   |                                   |                                  |                                   |  |
|                     |                                   |                                  |                                   |  |
| S4                  | Kosmici                           | The Eds Are Coming               | The British Are Coming            |  |
|                     |                                   |                                  |                                   |  |
| FILM PEŁNOMETRAŻOWY |                                   |                                  |                                   |  |
|                     |                                   |                                  |                                   |  |
| F1                  | Wielkie kino                      | The Big Picture Show             |                                   |  |
|                     |                                   |                                  |                                   |  |

### DVD
W Stanach Zjednoczonych wydano cztery płyty DVD z odcinkami serialu:
| Nazwa                    | Data premiery        | Odcinki | Dodatki |
| ------------------------ | -------------------- | --- | --- |
| Kompletny Sezon Pierwszy | 10 października 2006 | Cały sezon I | – wywiad z twórcą – jak narysować Eddy’ego? – przerywnik na temat Jonny’ego i Deski – jak się tworzy kreskówkę?                                                                           |
| Kompletny Sezon Drugi    | 24 kwietnia 2007     | Cały sezon II | – „Behind the Eds” – teledysk „The Incredible Shrinking Day” – jak narysować Eda? |
| Edifying Ed-Ventures     | 10 maja 2005         | „Rycerz Ed” „Who, What, Where, Ed” „Niezwykły rejs” „Wszystkowiedzący Ed” „Fant czy zadanie?” „Pieczony Ed”                              | – Jonny opisuje wszystkich bohaterów (oprócz Nazz) – teledysk „My Best Friend Plank” – odcinek kreskówki „Mroczne przygody Billy’ego i Mandy” pt. „Żłobkowe zbrodnie” – klub Eda – zasady |
| Fools’ Par-Ed-Ise        | 21 marca 2006        | „Zemsta na grillowym przyjęciu” „Wycieczka w przyszłość” „O jeden pomysł za grubo” „Przypadek Eda” „Złoto na błoto” „Zrobić Eda w konia” | – wycieczka po studio – rodzina Deski – za kulisami gry „The Mis-Edventures” |

## Odcinki w komiksach
Seria pierwsza (Cartoon Network Magazyn)
1. Tajemniczy Ed-mirator
Jimmy strzelił podczas zabawy z Sarą strzałą z listem miłosnym, który trafił w ręce Edów. Myślą oni, że ktoś się w nich podkochuje; na pewno nie jest to Sara, a więc Nazz. Lecz okazuje się, że to nie Nazz, a więc Ohydki.
2. Ni Ed o wiary
Ed zaczyna tańczyć, na czym Eddy próbuje zarobić. Okazuje się jednak, że Ed tańczył z powodu… gniazda os w spodniach.
3. Gdzie rozum Eda nie sięga
Ed zauważa statek kosmiczny, i wraz z Chudym i Eddym idzie do niego. Okazuje się, że jest to podstęp Ohydek, który się kończy pocałunkami.
4. Buszujący w trawie
W celu zarobienia pieniędzy, Edki koszą trawę. Niestety, Ed gubi się w wysokiej kępie roślin, a gdy już zostaje odnaleziony przez kolegów, trawa odrasta. Cała robota na nic.
5. Spłukani
Jest upał, Eddy wpada na pomysł. Edd ma wybudować zjeżdżalnię wodną, na której Edki by zarobiły. Jest ona zbudowana i Edki postanawiają na niej zjechać, ale robią sobie dziury w spodniach, bo na zjeżdżalni nie było wody… Postanawiają ją wlać przez węża, co kończy się powodzią.
6. Gorączka Eda
Rolf myje w rzece kozła. Upomina go, by nie jadł złotych kamieni. Eddy znajduje w rzece mnóstwo takich kamieni, i myśli że to złoto. Ma w głowie kolejny plan, jednak Edki nie mogą donieść złota do pokoju Eddy’ego. Na dodatek okazuje się, że to nie złoto, a kamienie pomalowane na złoto przez Rolfa i Kevina.
7. Świński interes
Ed wpada do kałuży dla świń Rolfa. Eddy postanawia zarobić, robiąc z tego tragedię. Biorą od wszystkich po złotówce i zaczynają akcję ratunkową.
8. Być kobietą, być kobietą…
Eddy widzi Kevina dającego Nazz prezent w postaci łamiszczęki. Myśli, że rozdaje on dziewczynom te słodycze, dlatego Edki przebierają się za dziewczyny.
9. Skołowani
Eddy wpada na pomysł otworzenia lunaparku. Za maskotkę uznaje brew Eda, w związku z czym natychmiast mu ją wyrywa. Ed zaczyna marzyć o nowej brwi.
10. Łakomstwo Eda
Edd buduje maszynę, która kopie użytkownika, gdy ten będzie chciał zjeść coś słodkiego. Zakłada ją Eddy’emu, jednak nie umie ściągnąć. Tymczasem Kevin daje dzieciakom za darmo łamiszczęki. Edd chce ściągnąć maszynę Eddy’emu, co w końcu się udaje. Jednak wtedy, gdy Ed zjadł już wszystkie łamiszczęki.
11. Ogród à la Ed
Jimmy ma piękny ogród, jednak brak mu altany. Edy chcą mu ją (nie za darmo) zbudować. Lecz Ed kopie za duży dół, a więc Edki wypełniają go płatkami kukurydzianymi, przez co niszczą piękno ogrodu. Jimmy płacze, a Sara postanawia się zająć Edkami.
12. Wielkie bum
Ed przez gaśnicę ma nieprzyjemny wypadek i jest cały w gipsie. Edd i Eddy robią mu paradę, która kończy się zagipsowaniem również ich.
13. SuperEdki!
Ed czyta komiks. Wyobraża sobie, że nazywa się Ed Mutator i jest superbohaterem. Wtedy Eddy staje się Panem Kasa, Edd Wielkogłowym. Mają wrogów, którymi są Sara i Jimmy. Po powrocie do rzeczywistości mają kolejnych wrogów – też Sarę i Jimmy’ego.
14. Ed emeryt
Eddy doszedł do wniosku, że już zrobił wszystkie przekręty, jakie zaplanował, i przechodzi na emeryturę. Ed i Chudy chcą go przekonać do powrotu do bycia dzieckiem. W końcu się zgadza, ale jego kolejny przekręt to bicie Edda i Eda.
15. Prosimy nie dotykać!
Wszyscy z zaułka męczyli Edda, więc ten skonstruował maszynę; jeśli ktoś do niego podejdzie, zacznie wyć, jednak to nie przeszkadzało Edowi i Eddy’emu, więc wszedł w pudło odpychająca tego, kto go dotknie. Eddy to wykorzystuje, i tworzy Kino u Eda, gdzie pudło jest kasą, a Edd bileterem.
16. Niewypiek
Edy leżą na trawie i myślą, i Ed nagle zaczyna czuć ciastka. Eddy postanawia zrobić nowy przekręt – będzie piec ciastka. Zaczyna je piec według przepisu, lecz powiela ilość składników, co skutkuje wessaniem Eda i Eddy’ego w ciasto. Edd wpada na pomysł zjedzenia nadmiaru ciasta przez siebie i swoich kolegów. Wszystko wraca do punktu wyjścia, z tą różnicą, że nie mogą się ruszyć z przejedzenia, a dodatkowo mijają się z Ohydkami.
17. Edki na kółkach
Kevin organizuje zawody jazdy na deskorolce, w której wygraną jest dolar. Edki postanawiają wziąć w nim udział i uczą Eda jazdy na deskorolce. Lecz wstęp też kosztuje – 25 centów. Eddy zawiera z Kevinem układ – Edki wejdą za darmo, a jeśli wygrają to dostaną pół dolara, drugie pół otrzyma Kevin. Jednak okazuje się, że Ed nie może brać udziału w konkursie… Kevin każe Edkom na siłę wziąć udział pod groźbą zbicia, co kończy się wylądowaniem w Meksyku.
18. Drzewo landrynowe
Edki postanawiają wyhodować drzewo landrynowe. Okazuje się, że drzewo urośnie dopiero wtedy, kiedy trawa wzejdzie. Eddy nie chce czekać aż tak długo, więc wyrywa korzeń z drzewa (które Ed wcześniej wyrwał) i przywiązuje do niego landrynę, po czym pokazuje drzewo Johny’emu. Korzeń zgiął się pod ciężarem landryny (Ed myślał, że jest smutne) więc urządzają przyjęcie na cześć drzewa landrynowego, na które zapraszają dzieciaki z zaułka (z landrynami). Była również konkurencja – „przypinanie osiołkowi ogona”. Ed zamiast mówić i-aajak osioł mówi kwa-kwajak kaczka, co drażni Rolfa. Postanawia odejść z przyjęcia ze swoją landryną, jednak landryny wszystkich zaproszonych dzieciaków znikają. Rolf idzie tropem śliny zostawionej przez Eddy’ego, a na dodatek przez cały czas ssał landryny dzieciaków. Rolf wchodzi do policzka Eddy’ego, a za nim jeszcze Ed i Edd. Wszyscy odchodzą – a sam Eddy kończy całą historię z rozciągniętym policzkiem.
19. Co za kanał!
20. SuperEdki
21. Gdzie jest mój Ed?

Seria druga (Cartoon Network Komiks)
1. Słodko-gorzki Ed
2. Ed budowniczy
3. Darowanemu Edowi nie zagląda się w zęby

## Gry

### Video
Na podstawie serialu wyprodukowano trzy gry:
- „Jawbreakers!” (premiera: 15 września 2002) dostępna na Game Boy Advance

Sklep z łamiszczękami ogłasza loterię, w której wygraną są Specjalne Łamiszczęki. Podczas dwunastu poziomów steruje się wybranym Edem; zawsze można go zmieniać, co przydaje się w różnych zadaniach (każdy bohater cechuje się czymś). Poziom trudności jest niewielki ze względu na to, że gra jest dla młodszych fanów.
- Ed, Edd n Eddy: The Mis-Edventures (premiera: 2005) dostępna na Xbox, GameCube, PlayStation 2, Game Boy Advance i PC

Gra składa się z sześciu poziomów (oraz dwóch bonusów). W każdym z nich należy wykonać jakąś pracę. Osoba grająca może wybrać jednego z Edów (każdy z nich ma pewne zdolności).
- „Scam of the Century” (premiera: 26 października 2007) dostępna na Nintendo DS

Edy muszą odnaleźć zagubioną książkę (zawiera ona sposoby na zarobienie pieniędzy), która dostaje się w ręce Kevina i innych dzieciaków. Trójce bohaterów nie pozostaje nic innego, jak tylko rozprawić się z nimi i odzyskać zgubę. Podczas grania należy zbierać różne rzeczy, unikać przeszkód i rozwiązywać zagadki. Akcję obserwuje się na górnym ekranie, natomiast poszczególne czynności, jak wybieranie rzeczy z inwentarza, podnoszenie przedmiotów czy uaktywnianie ataków odbywa się poprzez odpowiednie operowanie stylusem na panelu dotykowym. Producenci postanowili zrobić użytek także z mikrofonu wbudowanego w konsolę – dmuchając w niego reanimuje się Eda poległego na polu walki.
Gry są wydane tylko w angielskiej wersji językowej.
Oprócz tego Edy są w grach Cartoon Network:
- „Block Party” (występuje Eddy razem z Sarą, Johnnym Bravo, Chojrakiem, Krową i Kurczakiem)
- „Speedway” (występują Edy razem z Johnnym i Suzy z „Johnny’ego Bravo”, Chojrakiem i Muriel z „Chojraka, tchórzliwego psa”, Owcą i Słonko z Owcy w Wielkim Mieście, Krową/Superkrową, Kurczakiem, i Czerwonym z „Krowy i Kurczaka”/„Jam Łasicy”)
- „FusionFall” (gra MMOG).

### On-line
Polskie:
| Gra                | Opis |
| ------------------ | --- |
| Bączkowa arena     | Należy puszczać bączki i zbijać przeszkody. Czas traci się za pudłowanie. |
| Fikołki Eda        | Trzeba utrzymywać równowagę Eddy’ego, potem Edda, a na końcu Eda. Jeśli gracz się przewróci, Nazz zrobi mu zdjęcie które (jeśli to ostatnie życie danego Eda) można wydrukować. |
| Cukierkowa maszyna | Należy zbudować maszynę łamiszczękową prowadzącą tak, żeby łamiszczęka wpadła do kosza Edów.                                                                                    |
| Mecz koszykówki    | Gra obejmującą też inne kreskówki CN. Wybiera się postać (niekoniecznie z serialu) i trzeba pokonać w meczu pozostałych.                                                        |
| Gokartowy atak     | Edy jeżdżą gokartem. Należy nimi kierować, i zdobyć popularność innych dzieciaków.                                                                                              |
| Zainfekowany Ed    | Ed jest zainfekowany. Musisz pokonać złe bakterie w jego organizmie. Gra nie została wyprodukowana w wersji angielskiej.                                                        |

Angielskie:
| Gra                                | Opis |
| ---------------------------------- | --- |
| Ed Over Heels                      | Angielska wersja gry „Fikołki Eda”. |
| Clash of the Idiots                | Na podstawie odcinka „Wybierz swojego Eda”. Trzeba pomóc Eddowi pokonać Lilkę Ohydkę. |
| Lunchroom Rumble                   | W szkole jest bitwa, w której uczniowie biją się jedzeniem. Wybierasz postać (nie wszystkie są dostępne; niektóre dochodzą z każdym kolejnym poziomem) i walczysz o pierwsze miejsce. Jeśli się je wywalczy, przechodzi się do kolejnego poziomu. |
| Ed’s Candy Machine Deluxe          | Angielska wersja gry „Cukierkowa maszyna”. W tej wersji są dostępne nowe części, niektóre części są od razu dostępne, niektóre są od razu zablokowane, część pt. „Kabina Prysznicowa” jest jedną z ostatnich części (W polskiej wersji jest odblokowywana po kilku poziomach), a część pt. „Gumbotron” jest jedną z pierwszych. |
| Spin stadium                       | Angielska wersja gry „Bączkowa arena”. |
| What’s your Eds name?              | Wpisujemy swoje imię i dowiadujemy się, którym z Edów jesteśmy. |
| Toy Twister                        | Gra podoba do „Fikołków Eda”, tyle że sterujemy myszką i musimy łapać zabawki rozrzucane przez UFO i tornada. Złapane zabawki należy wrzucić do kosza LPM. |
| Cul-De-Sac Smash                   | Wybieramy postać (do wyboru są Edy, Ohydki, Kevin, Rolf lub Jonny) i jeździmy po danym polu gokartami. Trzeba wjeżdżać w innych i wszystkich wyeliminować, niszcząc ich gokarty. Za każde miejsce (oprócz ostatniego) zdobywa się pieniądze (im wyższe miejsce, tym ich więcej), za które można kupić nowy gokart i pole do pojedynku. |
| Cul-De-Sac Smash 2: Wheels of Fury | Druga część gry Cul-De-Sac Smash, bez zmiany zasad. Tym razem jednak każda postać ma jakąś moc: - Ed głośno kicha, a kogo trafi jego katar jest spowolniony - Chudy bije najbliższych wmontowanymi do gokarta rękawicami bokserskimi na sprężynach - Eddy „zaśmierdza” najbliższych, rzucając na nich bombę El Mongo - Rolf spowalnia innych nasyłając na nich kozły - Kevin obraża innych, ci płaczą i zostają spowolnieni - Jonny bije innych Deską - Lilka robi dziurę w ziemi, a kto w nią wejdzie ten traci moc - Majka zamienia gokarty w różowe autka z najtańszymi częściami - Mańka całuje chłopaków i ich spowalnia |
| Ready, IM, Fire                    | Gra wydana na Boże Narodzenie. Wybiera się jedną z pięciu postaci (Eda, Goo z „Domu dla Zmyślonych Przyjaciół pani Foster”, Chowdera, Numer 5 z „Klanu na drzewie” lub Lazlo) i rzuca śnieżkami w stracha na wróble. Używając swojego IM albo e-maila, można walczyć ze swoimi przyjaciółmi, oraz unikać strzałów skacząc. |

## Międzynarodowa emisja
| Kraj / Region         | Stacja                                                                                  | Tytuł                            |
| --------------------- | --------------------------------------------------------------------------------------- | -------------------------------- |
| Afryka                | Cartoon Network Afryka                                                                  |                                  |
| Argentyna             | Cartoon Network Ameryka Łacińska                                                        | Ed, Edd y Eddy                   |
| Australia             | Cartoon Network Australia Seven Network Nine Network 9GO!                               | Ed, Edd n Eddy                   |
| Austria               | Kabel eins                                                                              | Ed, Edd und Eddy                 |
| Bangladesz            | Cartoon Network Pakistan                                                                |                                  |
| Bhutan                | Cartoon Network Indie                                                                   |                                  |
| Belgia                | Cartoon Network Holandia Club RTL                                                       | Ed, Edd n Eddy Ed, Edd et Eddy   |
| Bułgaria              | Nova TV PRO.BG                                                                          | Ед, Ед и Еди                     |
| Brazylia              | Cartoon Network Brazylia                                                                | Du, Dudu e Edu                   |
| Chile                 | Cartoon Network Ameryka Łacińska                                                        | Ed, Edd y Eddy                   |
| Dania                 | Cartoon Network Skandynawia                                                             | Ed, Edd og Eddy                  |
| Ekwador               | Cartoon Network Ameryka Łacińska                                                        | Ed, Edd y Eddy                   |
| Fidżi                 | Cartoon Network Południowo-Wschodnia Azja Fiji One                                      | Ed, Edd n Eddy                   |
| Filipiny              | Cartoon Network Filipiny                                                                | Ed, Edd n Eddy                   |
| Finlandia             | Cartoon Network Skandynawia                                                             | Ed, Edd n Eddy                   |
| Francja               | Cartoon Network Francja France 3                                                        | Ed, Edd et Eddy                  |
| Hiszpania             | Cartoon Network Hiszpania Boing                                                         | Ed, Edd y Eddy                   |
| Holandia              | Cartoon Network Holandia                                                                | Ed, Edd n Eddy                   |
| Hongkong              | Cartoon Network Południowo-Wschodnia Azja Boomerang Południowo-Wschodnia Azja           |                                  |
| Indie                 | Cartoon Network Indie                                                                   |                                  |
| Indonezja             | Cartoon Network Południowo-Wschodnia Azja Boomerang Południowo-Wschodnia Azja Spacetoon |                                  |
| Irlandia              | Cartoon Network Wielka Brytania i Irlandia RTÉ2                                         | Ed, Edd n Eddy                   |
| Islandia              | Cartoon Network Skandynawia                                                             |                                  |
| Japonia               | Cartoon Network Japonia                                                                 | エド エッド エディ               |
| Kambodża              | Cartoon Network Południowo-Wschodnia Azja Boomerang Południowo-Wschodnia Azja           |                                  |
| Kanada                | Teletoon                                                                                | Ed, Edd n Eddy                   |
| Kolumbia              | Cartoon Network Ameryka Łacińska                                                        | Ed, Edd y Eddy                   |
| Korea Południowa      | Cartoon Network Południowo-Wschodnia Azja Boomerang Południowo-Wschodnia Azja           |                                  |
| Kostaryka             | Cartoon Network Ameryka Łacińska                                                        | Ed, Edd y Eddy                   |
| Liechtenstein         | Kabel eins                                                                              | Ed, Edd und Eddy                 |
| Liga Państw Arabskich | MBC 3 Cartoon Network Świat Arabski                                                     | إد ، إد وإدي                     |
| Litwa                 | LNK                                                                                     | Ed, Edd ir Eddy                  |
| Luksemburg            | Club RTL Kabel eins                                                                     | Ed, Edd et Eddy Ed, Edd und Eddy |
| Makau                 | Cartoon Network Południowo-Wschodnia Azja Boomerang Południowo-Wschodnia Azja           |                                  |
| Malediwy              | Cartoon Network Południowo-Wschodnia Azja Boomerang Południowo-Wschodnia Azja           |                                  |
| Malezja               | Cartoon Network Południowo-Wschodnia Azja Boomerang Południowo-Wschodnia Azja           |                                  |
| Meksyk                | Cartoon Network Ameryka Łacińska                                                        | Ed, Edd y Eddy                   |
| Nepal                 | Cartoon Network Indie                                                                   |                                  |
| Niemcy                | Cartoon Network Niemcy Kabel eins                                                       | Ed, Edd und Eddy                 |
| Norwegia              | Cartoon Network Skandynawia                                                             | Ed, Edd og Eddy                  |
| Nowa Zelandia         | Cartoon Network Nowa Zelandia                                                           | Ed, Edd n Eddy                   |
| Pakistan              | Cartoon Network Pakistan                                                                |                                  |
| Peru                  | Cartoon Network Ameryka Łacińska                                                        | Ed, Edd y Eddy                   |
| Polska                | Cartoon Network Polska Polsat                                                           | Ed, Edd i Eddy                   |
| Quebec                | Télétoon Ici Radio-Canada Télé                                                          | Ed, Edd et Eddy                  |
| Rumunia               | Cartoon Network Europa Wschodnia                                                        | Ed, Edd şi Eddy                  |
| Rosja                 | Cartoon Network Europa Wschodnia 2x2                                                    | Эд, Эдд и Эдди                   |
| Singapur              | Cartoon Network Południowo-Wschodnia Azja Boomerang Południowo-Wschodnia Azja           |                                  |
| Sri Lanka             | Cartoon Network Indie                                                                   |                                  |
| Stany Zjednoczone     | Cartoon Network Stany Zjednoczone                                                       | Ed, Edd n Eddy                   |
| Szwajcaria            | Kabel eins                                                                              | Ed, Edd und Eddy                 |
| Szwecja               | Cartoon Network Skandynawia                                                             | Ed, Edd & Eddy                   |
| Tajlandia             | Cartoon Network Południowo-Wschodnia Azja Boomerang Południowo-Wschodnia Azja           |                                  |
| Turcja                | Cartoon Network Turcja                                                                  | Ed, Edd ve Eddy                  |
| Wenezuela             | Cartoon Network Ameryka Łacińska                                                        | Ed, Edd y Eddy                   |
| Węgry                 | Cartoon Network Europa Wschodnia                                                        | Ed, Edd és Eddy                  |
| Wielka Brytania       | Cartoon Network Wielka Brytania i Irlandia Cartoon Network Too                          | Ed, Edd n Eddy                   |
| Wietnam               | Cartoon Network Południowo-Wschodnia Azja Boomerang Południowo-Wschodnia Azja           |                                  |
| Włochy                | Cartoon Network Włochy La 7 Boing                                                       | Ed, Edd + Eddy                   |
| Ukraina               | ТЕТ                                                                                     | Ед, Едд i Еддi                   |

## Nagrody i nominacje

### Nagrody Annie
- 2001 – najlepszy serial animowany – nie wygrał (5. miejsce)
- 2004 – najlepszy serial animowany – wygrał

### Nagrody Leo
- 2001 – najlepsza muzyka w serialu animowanym (Patric Caird za odcinek „Ed stwórca”) – nie wygrał
- 2004 – najlepsza muzyka w serialu animowanym (Patric Caird za odcinek „Ed przewodnik”) – nie wygrał
- 2005 – najlepsza muzyka w serialu animowanym (Patric Caird) – wygrał
- 2006 – najlepsza muzyka w serialu animowanym (Patric Caird za odcinek „Boo Haw Haw”) – nie wygrał

### Nagrody Kids’ Choice Awards
- 2005 – najlepsza kreskówka – nie wygrał
- 2008 – najlepsza kreskówka – nie wygrał

## Parodie
Serial był często parodiowany:
- w filmie „Mroczne przygody Klanu na drzewie”:
  - Billy dzwoni do Edów, a ci mają przekręt z rozwiązywaniem problemów
  - gdy Rozkoszny Kosiarz został pokonany, zaczęły z niego wylatywać różni bohaterowie seriali z CN, w tym Eddy
  - podczas napisów końcowych, wśród pięciu krzyżówek kreskówek był crossover „Ed, Edd i Eddy” i „Mrocznych przygód Billy’ego i Mandy” – „Ed, Edd i Mandy”
- w „Domu dla Zmyślonych Przyjaciół pani Foster” (odcinek „Eddie potwór”) wśród dzieciaków na wysypisku byli Dexter i Edy (później pokazano też parodię Pikachu z „Pokémonów”), narysowani jednak w „Fosterowym” stylu.

## Nawiązania
- W odcinku Mądry Ed po konkursie na kartkówce którą trzyma Jimmy, napisane jest Popeye the sailor, czyli angielski tytuł kreskówki Popeye.

### Krótkometrażowe
Cartoon Network emitowało dużo przerywników z kreskówki, np. (w USA) crossover Edów i Domu pani Foster – „Ed, Edd i Eduardo”. Przerywniki zaczęto pokazywać w amerykańskim CN 11 lipca 2006. Stworzono też dwa teledyski (dostępne na płytach DVD) – „The Incredible Shrinking Day” i „My Best Friend Plank” (oba w roku 2002). Nie zostały wyemitowane w Polsce.

### Specjalne
Cartoon Network często emituje specjalne maratony, np. (w angielskim CN) Best Day Edder 27 i 28 kwietnia 2007 (wyemitowano wszystkie odcinki).
Kolejnym amerykańskim maratonem jest „Cartoon Network Invaded”. Emitowano pięć odcinków kreskówek na temat inwazji kosmitów – odcinek Edów („The Eds Are Coming”), Wymyślonych przyjaciół, Billy’ego i Mandy, Mojego partnera z wf-u i Lazlo (premiera: 28 maja 2007).

### Odniesienia pomiędzy odcinkami
- Pod koniec odcinka "Ohydne rendez-vous" siostry Ohydki trzymają w rękach kukły, przedstawiające głównych bohaterów serialu; te same kukły pojawiły się w nawiedzonym domu z odcinka "Szanuj Swojego Eda".
- W odcinku „Ed dobrze wychowany” Ed niszczy Chudemu siatkę na drzwiach wejściowych do domu, który powiedział wtedy: „Ed, siatka na drzwiach! Ojciec nie doszedł do siebie po ostatnim razie!” – ten sam incydent miał miejsce w odcinku „Eddy niemowa.”
- W odcinku „Łamiszczęki za frajer” Eddy pyta się Nazz, skąd ma łamiszczękę, po czym lekko zirytowany stwierdza, iż zapewne dostała ją w prezencie od Kevina – jest to nawiązanie do odcinka „Kevin i jego Ed”, gdzie chłopak miał spore zapasy tych słodyczy w garażu i rozdawał je dzieciom z okolicy za darmo. Ponadto w odcinku „Blokada umysłowa” Kevin również miał dużo łamiszczęk (przy czym w tym odcinku nie rozdawał ich za darmo, lecz sprzedawał.)
- W odcinku „Ratuj się kto Ed” Eddy oraz Chudy odnajdują Eda w lodówce Kevina. Chudy wówczas stwierdził, że ich kolega znowu chodzi we śnie; lunatykowanie przytrafiło się mu wcześniej w odcinku „Szklanka ciepłego Eda”.
- W odcinku „Leśne harce” Chudy powiedział Eddy’emu, że już raz próbował dołączyć do ekipy strażników miejskich – jest to nawiązanie do odcinka „Odznaki”. Ponadto, nawiązanie do obu tych odcinków można dostrzec w piątej serii w o odcinku pt. „Dobrzy, źli i Ed” (gdzie Chudy Edd ubolewał, że dotychczasowe relacje Eddy’ego ze strażnikami miejskimi nie układały się najlepiej.)
- Na początku odcinka „Szlaban” Eddy natknął się w piwnicy Chudego na „kolekcję niedorobionych wynalazków” – widać tam m.in. maszynę do rozrzucania gazet (która była używana w odc. „Jak zarobić i się nie narobić”), czy też buty które zostały stworzone dla Eddy’ego aby był wyższy (odc. „Dryblas Eddy”).
- W odcinku „Odloty w krainę fantazji” chłopcy robią sobie „kwaterę główną” z pewnego pojazdu na złomowisku. W tym samym pojeździe ukryli się przed Ohydkami (odc. „Odmiana Edów”), a także siedzieli w nim w odc. „Pojedynek i Edy”.
- W odcinku „Dzień, w którym Ed stał spokojnie” Eddy, Chudy, Rolf oraz Nazz schronili się w domku na drzewie będącym „siedzibą klubu” – chłopcy zbudowali ten domek w odc. „Klub Eda”.
- W odcinku „Stare dobre Edy” pojawiły się następujące przedmioty/motywy:
  - Kukła imieniem Eddo z odc. „Rycerz Eddy”.
  - „kostium dziwoląga” z odc. „Ed na czasie”.
  - pistolet na wodę z odc. „Wszystkowiedzący Ed”.
  - hipnotyzujące koło z odc. „Patrz w moje Edy”.
  - łopatka z odc. „Elegancki Ed” (jednak Chudy Edd stwierdził, że ten przedmiot pochodził „z czasów w których handlowali z Rolfem” – jest to odniesienie do odcinka „Kto, co, gdzie, Ed”.)
  - ryba z odc. „Pojedynek i Edy”.
  - worek na lód z odc. „Ed do wynajęcia”.
  - zabawa w berka, która miała miejsce w odc. „Co to za Ed, ten ktoś?” oraz „Duchy”

### pozostałe nawiązania
- W filmie pt. „Dzieciak” z 2000 roku w jednej ze scen widać jak w telewizji na drugim planie emitowany jest jeden z odcinków kreskówki (odc. „Puk puk, kto tam, Ed?”)
- W Odc. pt. „Do wielu razy sztuka” Chudy Ed mówi Eddy’emu: „Możesz oszukać niektórych na jakiś czas, ale nie oszukasz wszystkich na zawsze.” – jest to nawiązanie do cytatu Abraham Lincolna (Alexander McClure, Lincoln’s Own Yarns and Stories, 1901.)